# Alice Gaggi
Alice Gaggi, née le 8 septembre 1987 à Sondrio, est une coureuse de fond italienne spécialisée en course en montagne. Elle a remporté le titre de championne du monde de course en montagne 2013 et a remporté la Coupe du monde de course en montagne 2017.

## Biographie
Alice se révèle en 2011 en remportant le Mémorial Giovanni Bianchi et le Trophée Vanoni.
Elle remporte les championnats du monde de course en montagne, le 8 septembre 2013, jour de son anniversaire.
Elle remporte son premier titre national en course en montagne en 2014.
En 2016, elle termine deuxième aux championnats d'Europe de course en montagne derrière Emily Collinge. Elle décroche sa seconde médaille d'or par équipes.
En 2017, elle remporte la montée du Grand Ballon et décroche trois autres podiums aux courses Bolognano-Velo, du mémorial Partigiani Stellina ainsi que des championnats du monde. Elle remporte ainsi la Coupe du monde en battant Andrea Mayr qui n'a participé qu'à quatre manches. Elle décroche également son second titre national en course en montagne.
Le 25 mars 2018, elle améliore son record du semi-marathon en 1 h 13 min 40 s en terminant cinquième et meilleure Italienne du Stramilano. Elle fait ensuite une pause maternité puis effectue son retour à la compétition en 2019.

## Palmarès
| no  | féminin            | Course                                                           | Longueur | Départ            | Temps           |
| --- | ------------------ | ---------------------------------------------------------------- | -------- | ----------------- | --------------- |
| 29e | Médaille d'argent  | Mémorial Bianchi                                                 | 9,5 km   | 1er août 2010     | 44 min 30 s     |
|     | Médaille d'or      | Mémorial Bianchi                                                 | 9,5 km   | 7 août 2011       | 43 min 41 s     |
| 1re | Médaille d'or      | Trophée Vanoni                                                   | 5 km     | 23 octobre 2011   | 22 min 37 s     |
|     | Médaille d'or      | Mémorial Bianchi                                                 | 9,5 km   | 5 août 2012       | 43 min 51 s     |
| 9e  | 9e                 | Championnats d'Europe de course en montagne                      | 8,3 km   | 8 juillet 2012    | 41 min 10 s     |
| 1re | Médaille d'or      | Championnats du monde de course en montagne                      | 9,0 km   | 8 septembre 2013  | 42 min 47 s     |
| 26e | Médaille d'or      | Course de Šmarna Gora                                            | 10 km    | 5 octobre 2013    | 49 min 58 s     |
| 2e  | Médaille d'argent  | Trophée Vanoni                                                   | 5 km     | 27 octobre 2013   | 22 min 30 s     |
| 4e  | 4e                 | Championnats d'Europe de course en montagne                      | 8,1 km   | 12 juillet 2014   | 41 min 22 s     |
| 8e  | 8e                 | Championnats du monde de course en montagne                      | 8,4 km   | 14 septembre 2014 | 49 min 55 s     |
| 35e | Médaille d'or      | Kilomètre vertical Chiavenna-Lagùnc                              | 3,3 km   | 28 septembre 2014 | 40 min 26 s     |
| 32e | Médaille de bronze | Course de Šmarna Gora                                            | 10 km    | 4 octobre 2014    | 52 min 15 s     |
| 1re | Médaille d'or      | Trophée Vanoni                                                   | 5 km     | 26 octobre 2014   | 21 min 48 s     |
| 10e | 10e                | Championnats d'Europe de course en montagne                      | 8,2 km   | 4 juillet 2015    | 55 min 46 s     |
| 28e | Médaille d'argent  | Piz Tri Vertical                                                 | 3,5 km   | 17 juillet 2015   | 45 min 12 s     |
| 30e | Médaille d'or      | Fletta Trail                                                     | 21 km    | 18 juillet 2015   | 1 h 45 min 29 s |
| 5e  | 5e                 | Championnats du monde de course en montagne                      | 8,9 km   | 19 septembre 2015 | 39 min 13 s     |
| 10e | Médaille d'or      | Castle Mountain Running Gundersen Race                           | 9,4 km   | 26 septembre 2015 | 44 min 15 s     |
| 33e | Médaille d'argent  | Course de Šmarna Gora                                            | 10 km    | 3 octobre 2015    | 54 min 2 s      |
| 2e  | Médaille d'argent  | Trophée Vanoni                                                   | 5 km     | 25 octobre 2015   | 21 min 53 s     |
| 59e | Médaille de bronze | Trophée Nasego                                                   | 20,6 km  | 15 mai 2016       | 1 h 59 min 57 s |
| 2e  | Médaille d'argent  | Championnats d'Europe de course en montagne                      | 8,5 km   | 2 juillet 2016    | 44 min 8 s      |
| 11e | Médaille d'argent  | Mémorial Partigiani Stellina                                     | 11 km    | 28 août 2016      | 1 h 21 min 15 s |
| 7e  | 7e                 | Championnats du monde de course en montagne                      | 7,3 km   | 11 septembre 2016 | 42 min 42 s     |
| 25e | Médaille d'argent  | Course de Šmarna Gora                                            | 10 km    | 1er octobre 2016  | 51 min 45 s     |
| 48e | Médaille d'argent  | Kilomètre vertical Chiavenna-Lagùnc                              | 3,3 km   | 9 octobre 2016    | 41 min 29 s     |
| 2e  | Médaille d'argent  | Trophée Vanoni                                                   | 5 km     | 23 octobre 2016   | 21 min 59 s     |
| 32e | Médaille d'or      | Trophée Nasego                                                   | 20,6 km  | 30 avril 2017     | 1 h 58 min 28 s |
| 1re | Médaille d'or      | Montée du Grand Ballon                                           | 9 km     | 11 juin 2017      | 50 min 38 s     |
| 6e  | 6e                 | Championnats du monde de course en montagne                      | 13 km    | 30 juillet 2017   | 1 h 7 min 12 s  |
| 19e | Médaille d'or      | Fletta Trail                                                     | 21 km    | 13 août 2017      | 1 h 42 min 45 s |
| 25e | Médaille de bronze | Mémorial Partigiani Stellina                                     | 11 km    | 27 août 2017      | 1 h 21 min 30 s |
| 3e  | Médaille de bronze | Trophée Vanoni                                                   | 5 km     | 22 octobre 2017   | 22 min 52 s     |
| 19e | Médaille d'or      | Trophée Nasego                                                   | 20,6 km  | 13 mai 2018       | 1 h 55 min 15 s |
| 9e  | 9e                 | Championnats d'Europe de course en montagne                      | 11 km    | 1er juillet 2018  | 58 min 4 s      |
| 23e | Médaille d'argent  | Tatra Race Run                                                   | 24,2 km  | 27 juin 2021      | 2 h 47 min 12 s |
| 15e | Médaille de bronze | Trofeo Ciolo                                                     | 11,7 km  | 26 septembre 2021 | 1 h 1 min 17 s  |
| 20e | Médaille de bronze | Zumaia Flysch Trail Maratoia Erdia                               | 22,2 km  | 3 octobre 2021    | 1 h 49 min 18 s |
| 2e  | Médaille d'argent  | Trophée Vanoni                                                   | 5 km     | 24 octobre 2021   | 22 min 36 s     |
| 54e | 4e                 | Coupe des nations de la WMRA                                     | 19 km    | 31 octobre 2021   | 1 h 35 min 56 s |
| 16e | Médaille d'or      | Sky del Canto                                                    | 22 km    | 3 avril 2022      | 1 h 56 min 27 s |
| 6e  | 6e                 | Championnats d'Europe de course en montagne - Montée et descente | 17,6 km  | 3 juillet 2022    | 1 h 21 min 16 s |
| 3e  | Médaille de bronze | Trophée Vanoni                                                   | 5 km     | 23 octobre 2022   | 22 min 54 s     |
| 13e | Médaille d'or      | Lavaredo 20K                                                     | 20 km    | 22 juin 2023      | 1 h 48 min 2 s  |
| 81e | 5e                 | DoloMyths Run                                                    | 22 km    | 15 juillet 2023   | 2 h 37 min 50 s |
| 97e | 5e                 | Sierre-Zinal                                                     | 31 km    | 12 août 2023      | 3 h 5 min 38 s  |
| 19e | Médaille d'or      | Championnats d'Italie de trail court                             | 33 km    | 14 avril 2024     | 3 h 11 min 29 s |
| 21e | Médaille d'or      | Lavaredo 20K                                                     | 19,8 km  | 27 juin 2024      | 1 h 52 min 3 s  |
| 27e | Médaille d'or      | Championnats d'Italie de trail court                             | 35 km    | 8 juin 2025       | 3 h 26 min 45 s |

## Records
| Épreuve       | Performance     | Date              | Lieu      |
| ------------- | --------------- | ----------------- | --------- |
| 3 000 mètres  | 10 min 4 s 40   | 9 septembre 2010  | Chiavenna |
| 5 000 mètres  | 17 min 24 s 20  | 1er juin 2011     | Sondrio   |
| 10 000 mètres | 35 min 32 s 7   | 20 avril 2013     | Verceil   |
| 5 kilomètres  | 16 min 57 s     | 12 décembre 2015  | Sion      |
| 10 kilomètres | 33 min 55 s     | 21 septembre 2013 | Molfetta  |
| Semi-marathon | 1 h 13 min 29 s | 16 février 2025   | Barcelone |